# Sarıçayır, Yenice
Sarıçayır là một xã thuộc huyện Yenice, tỉnh Çanakkale, Thổ Nhĩ Kỳ. Dân số thời điểm năm 2011 là 403 người.